# نهائي كأس أوروبا 1964
نهائي كأس أوروبا 1964 هي المباراة النهائية من بطولة كأس أوروبا 1963–64 المعروفة حالياً باسم بطولة دوري أبطال أوروبا. لُعبت المباراة على ملعب إرنست هابل في فيينا يوم 27 مايو 1964 بين نادي إنتر ميلان الإيطالي ونادي ريال مدريد الإسباني. وفاز إنتر ميلان بالمباراة بثلاثة أهداف مقابل هدف واحد.

## خلفية
يُعد هذا النهائي هو النهائي التاسع لهذه البطولة مُنذ نشأتها، وهو ثالث نهائي إسباني إيطالي بعد نهائيين 1957 و1958. وهو النهائي الثاني على التوالي الذي يتأهل فيه نادٍ إيطالي. ريال مدريد لعب النهائي السابع له في تاريخه في تلك المباراة؛ خمسة منها كان قد استطاع أن يظفر باللقب فيما خسر السادسة أمام نادي بنفيكا عام 1962. أما انتر ميلان فقد كان هذا النهائي هو النهائي الأول له في تاريخه.

## عن الفريقين

### إنتر ميلان
| لم يصل إلى النهائي من قبل | لم يصل إلى النهائي من قبل | لم يصل إلى النهائي من قبل | لم يصل إلى النهائي من قبل | لم يصل إلى النهائي من قبل | لم يصل إلى النهائي من قبل |
| ------------------------- | ------------------------- | ------------------------- | ------------------------- | ------------------------- | ------------------------- |

### ريال مدريد
| تاريخ ريال مدريد في نهائيات دوري أبطال أوروبا | تاريخ ريال مدريد في نهائيات دوري أبطال أوروبا | تاريخ ريال مدريد في نهائيات دوري أبطال أوروبا | تاريخ ريال مدريد في نهائيات دوري أبطال أوروبا | تاريخ ريال مدريد في نهائيات دوري أبطال أوروبا | تاريخ ريال مدريد في نهائيات دوري أبطال أوروبا |
| النسخة                                        | المركز                                        | الخصم                                         | النتيجة                                       | المكان                                        | الحضور                                        |
| كأس أوروبا (النظام القديم)                    | كأس أوروبا (النظام القديم)                    | كأس أوروبا (النظام القديم)                    | كأس أوروبا (النظام القديم)                    | كأس أوروبا (النظام القديم)                    | كأس أوروبا (النظام القديم)                    |
| --------------------------------------------- | --------------------------------------------- | --------------------------------------------- | --------------------------------------------- | --------------------------------------------- | --------------------------------------------- |
| 1956                                          | البطل                                         | ستاد ريمس                                     | 4–3                                           | بارك دي برينس، باريس                          | 38,239                                        |
| 1957                                          | البطل                                         | فيورنتينا                                     | 2–0                                           | سانتياغو بيرنابيو، مدريد                      | 124,000                                       |
| 1958                                          | البطل                                         | ميلان                                         | 3–2 (ب.و.إ)                                   | الملك بودوان، بوركسل                          | 67,000                                        |
| 1959                                          | البطل                                         | ستاد ريمس                                     | 2–0                                           | مرسيدس بنز أرينا، شتوتغارت                    | 72,000                                        |
| 1962                                          | الوصيف                                        | بنفيكا                                        | 3–5                                           | الملعب الأولمبي، أمستردام                     | 61,257                                        |

## مشوار النهائي
| إنتر ميلان       | إنتر ميلان | إنتر ميلان | إنتر ميلان | الدور          | ريال مدريد     | ريال مدريد | ريال مدريد | ريال مدريد |
| ---------------- | ---------- | ---------- | ---------- | -------------- | -------------- | ---------- | ---------- | ---------- |
| الخصم            | إجم.       | الذهاب     | الإياب     |                | الخصم          | إجم.       | الذهاب     | الإياب     |
| نادي إيفرتون     | 1–0        | 0–0 (خ)    | 1–0 (د)    | الدور التمهيدي | نادي رينجرز    | 7–0        | 1–0 (خ)    | 6–0 (د)    |
| نادي موناكو      | 4–1        | 1–0 (د)    | 3–1 (خ)    | دور الـ 16     | دينامو بوخارست | 8–4        | 3–1 (خ)    | 5–3 (د)    |
| نادي بارتيزان    | 4–1        | 2–0 (خ)    | 2–1 (د)    | ربع النهائي    | إيه سي ميلان   | 4–3        | 4–1 (د)    | 0–2 (خ)    |
| بوروسيا دورتموند | 4–2        | 2–2 (خ)    | 2–0 (د)    | نصف النهائي    | نادي زيورخ     | 6–1        | 2–1 (خ)    | 6–0 (د)    |

## المباراة
| إنتر ميلان                                   | 3–1   | ريال مدريد            |
| -------------------------------------------- | ----- | --------------------- |
| ساندرو ماتسولا 43'، 76' · أوريليو ميلاني 61' | تقرير | رافاييل هيرنانديز 70' |

| إنتر ميلان | ريال مدريد |

| GK             | 1  | جيولاني سارتي          |
| SW             | 6  | أرماندو بيتشي (ك)      |
| DF             | 5  | أريستيدي غوارنيري      |
| RB             | 2  | تارشيزيو بورغنيتش      |
| LB             | 3  | جاشينتو فاكيتي         |
| DM             | 4  | كارلو تاغنين           |
| MF             | 10 | لويس سواريز ميرامونتيس |
| MF             | 8  | ساندرو ماتسولا         |
| LW             | 11 | ماريو كورسو            |
| RW             | 7  | جير دا كوستا           |
| FW             | 9  | أوريليو ميلاني         |
| المدرب:        |    |                        |
| هيلينيو هيريرا |    |                        |

| GK           | 1  | خوسيه فيسنتي ترين   |
| DF           | 5  | خوسيه سانتاماريا    |
| DF           | 6  | إغناسيو زوكو        |
| RB           | 2  | إسيدرو سانشيز       |
| LB           | 3  | باتشين              |
| MF           | 4  | لوسيان مولر         |
| LW           | 11 | فرانشيسكو خينتو (ك) |
| RW           | 7  | أمانسيو أمارو       |
| FW           | 8  | رافاييل هيرنانديز   |
| FW           | 10 | فيرينتس بوشكاش      |
| FW           | 9  | ألفريدو دي ستيفانو  |
| المدرب:      |    |                     |
| ميغيل مونيوز |    |                     |